# Epipagis miltochristalis
Epipagis miltochristalis là một loài bướm đêm trong họ Crambidae.